# Нова-Суль
Нова-Суль (пол. Nowa Sól, нем. Neusalz an der Oder, рус. Новая Соль)  —  город  в Польше, входит в Любушское воеводство,  Новосольский повят.  Имеет статус городской гмины. Занимает площадь 21,56 км². Население — 39 721 человек (на 2013 год).

## История
Городской статус с 1743 года. В 1871 году была построена железнодорожная станция на линии Глогув — Зелёна-Гура. На переломе столетий запустили большую речную верфь и перегрузочный порт на Одре. Во время Польской Народной Республики в городе развивалась текстильная, металлургическая, пищевая промышленность, производство синтетических нитей и упаковок.

## Известные люди
В Новой Соли родились палеонтолог Отто Йекель, немецкий генерал-адмирал Альфред Зальвехтер, польский футболист Юзеф Млынарчик и музыкант Северин Краевский.

## Фотографии

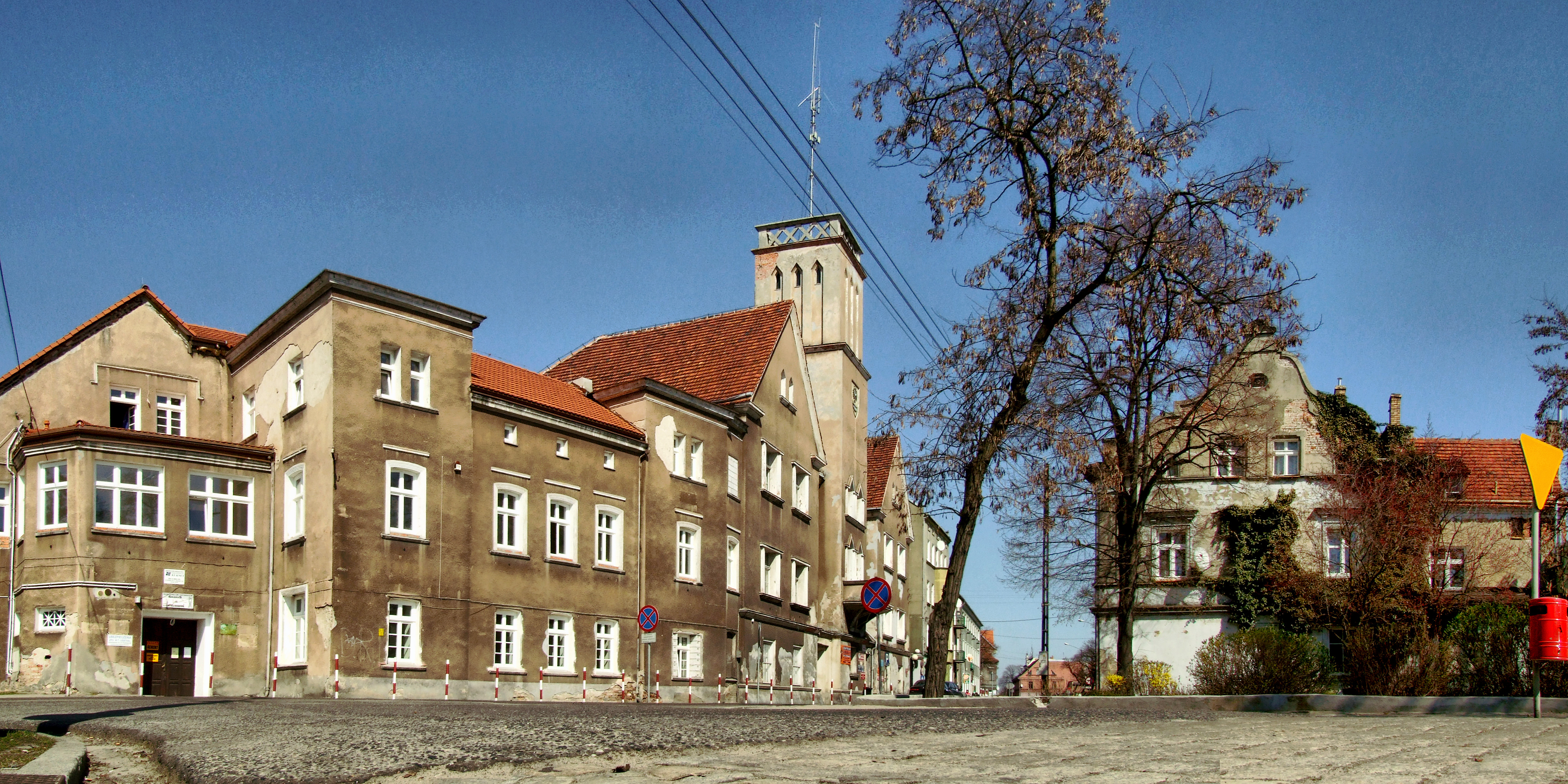
Ратуша
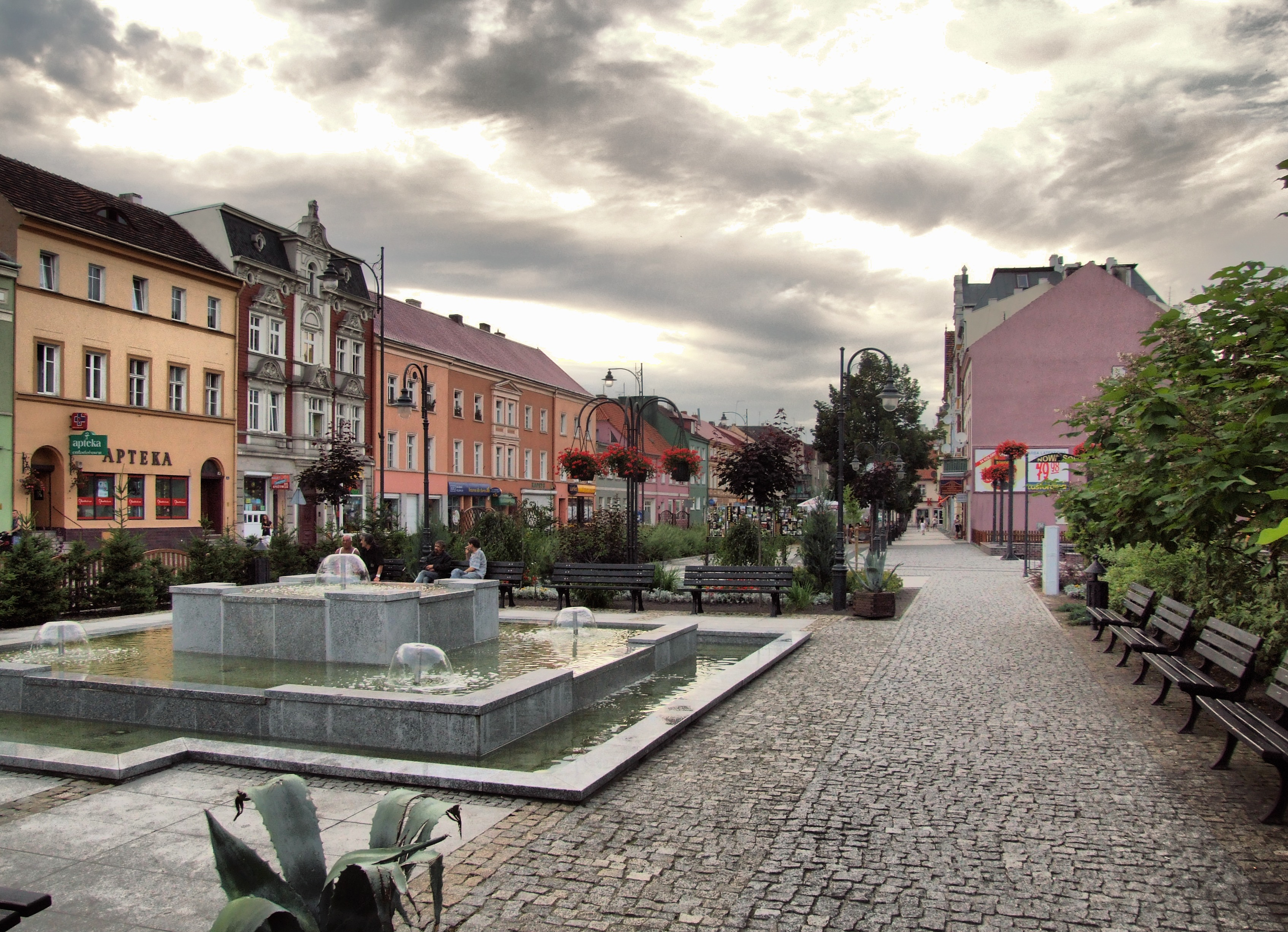
Рыночная площадь
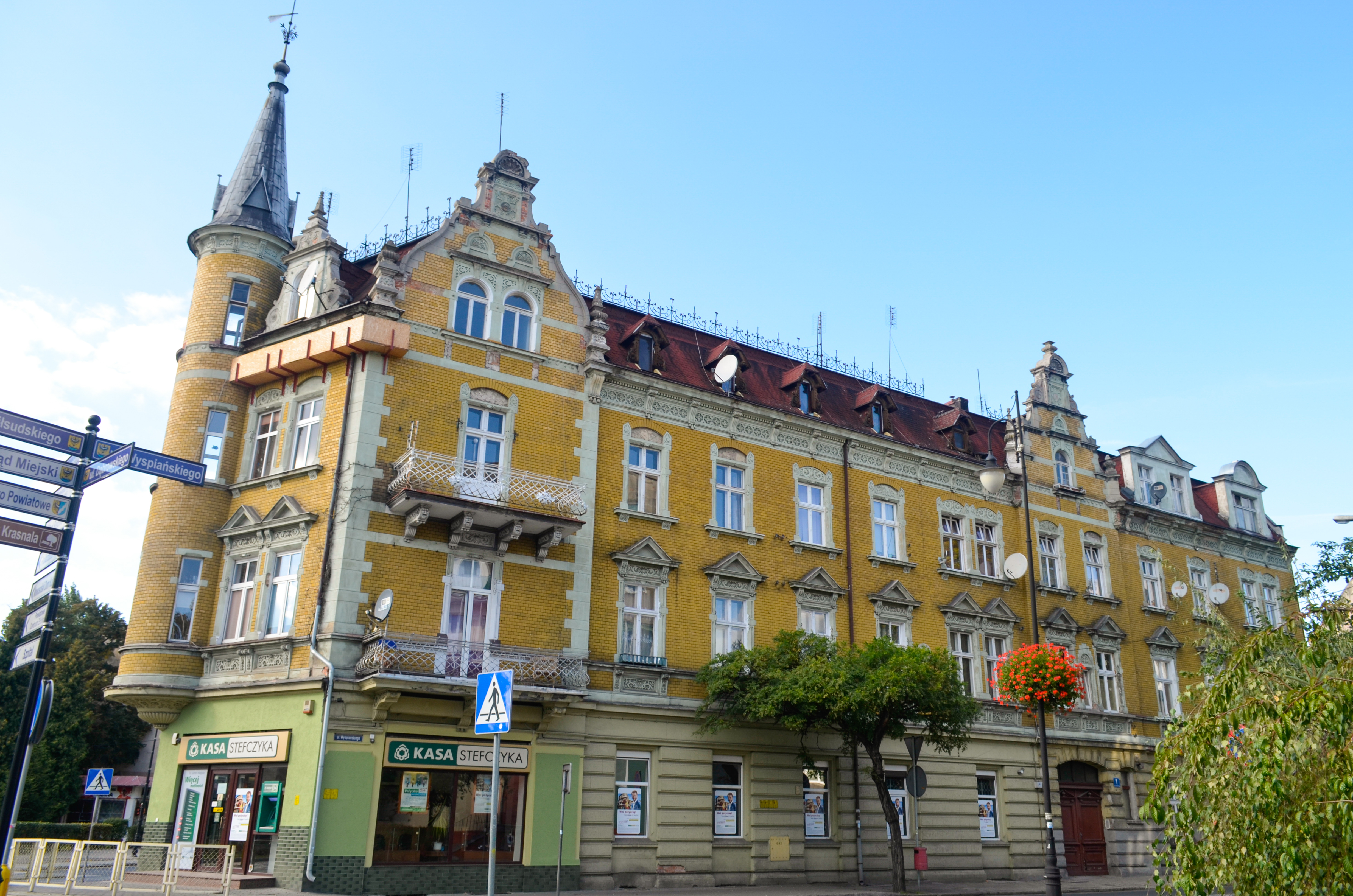
Красивый дом с башней
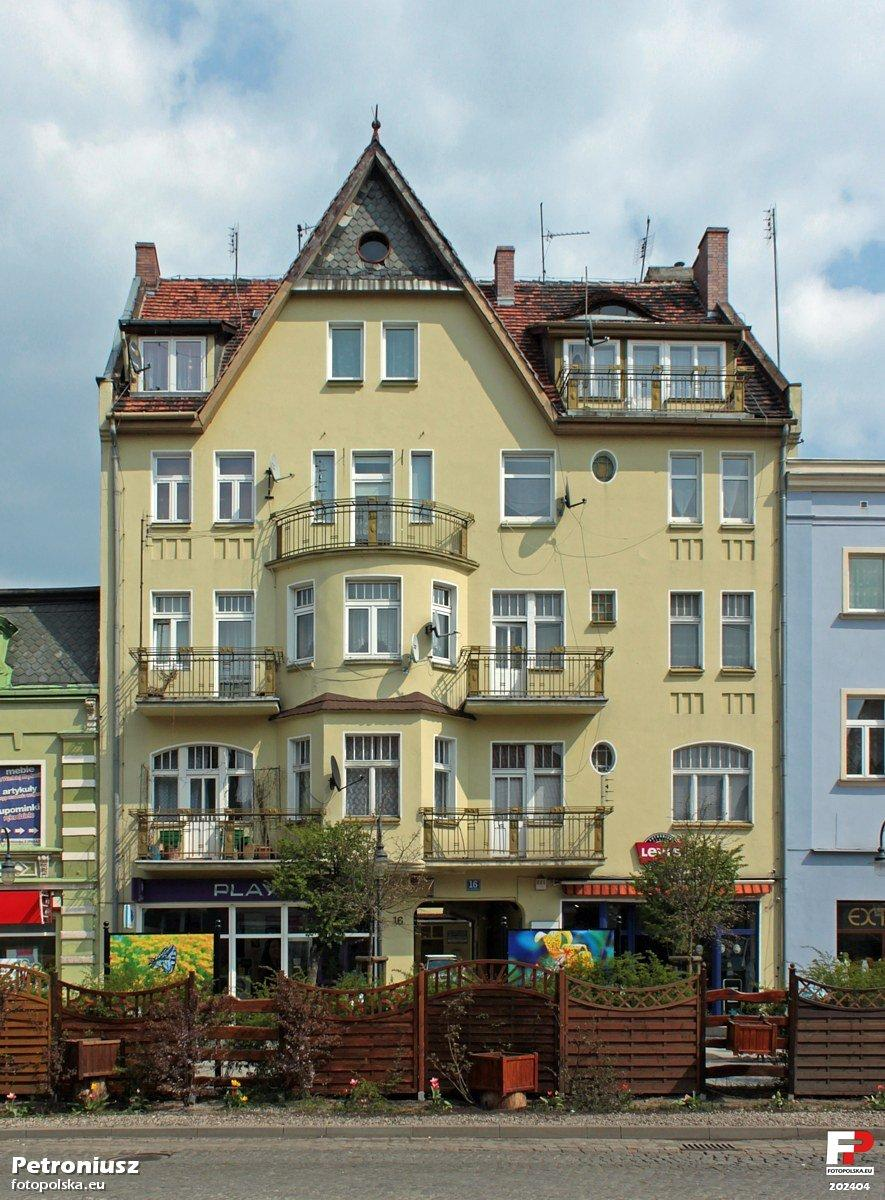
Дом
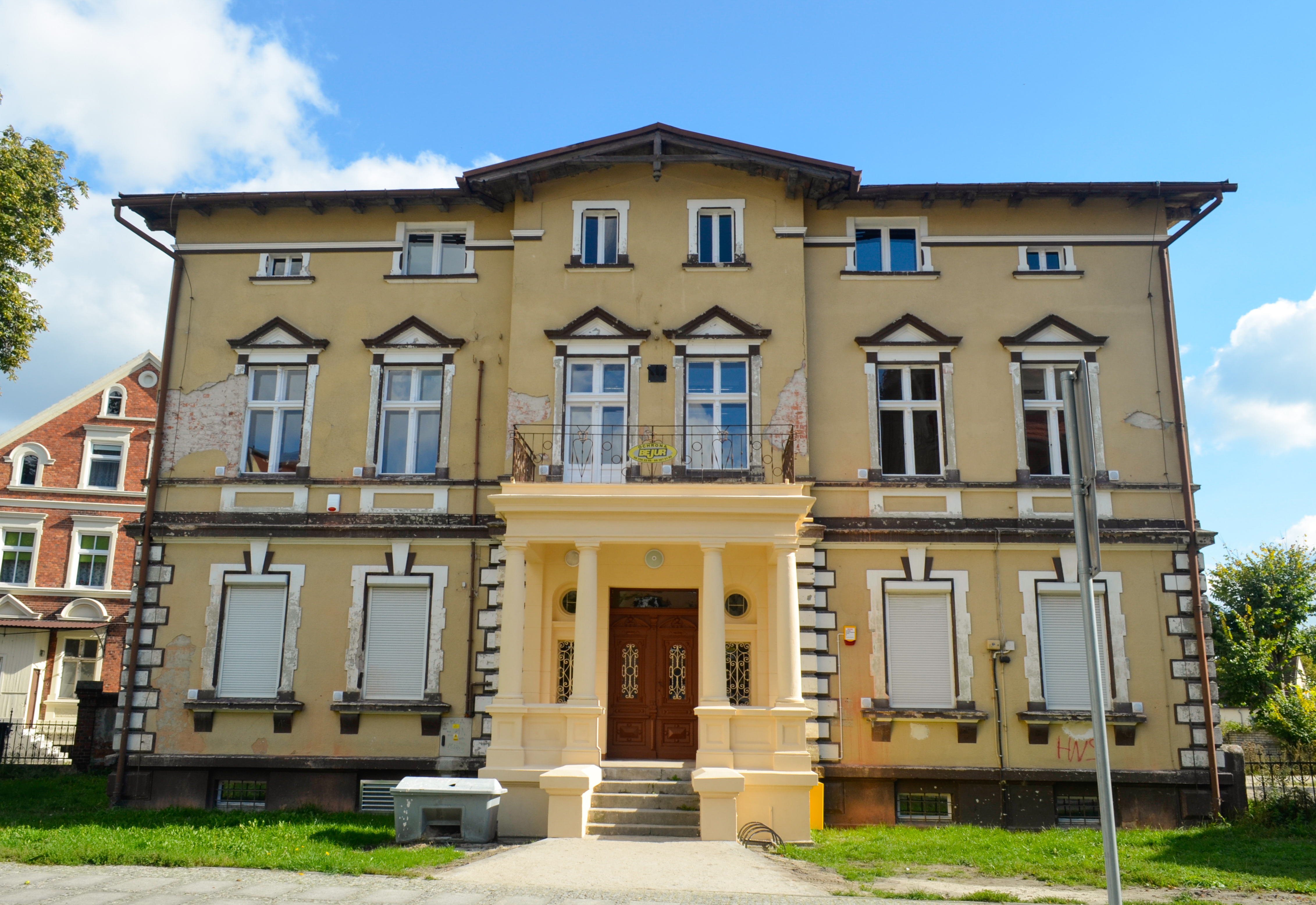
Дом
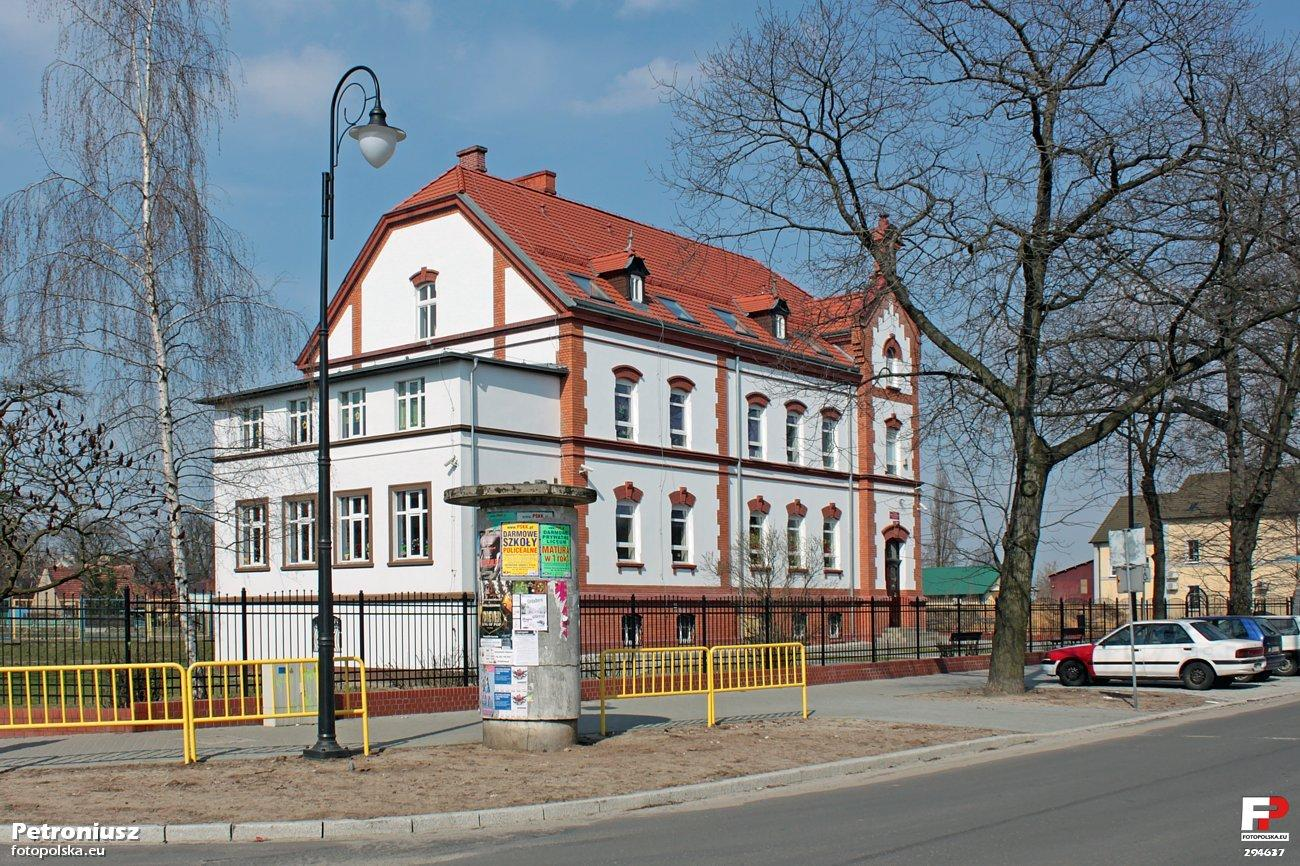
Школьно-воспитательный центр
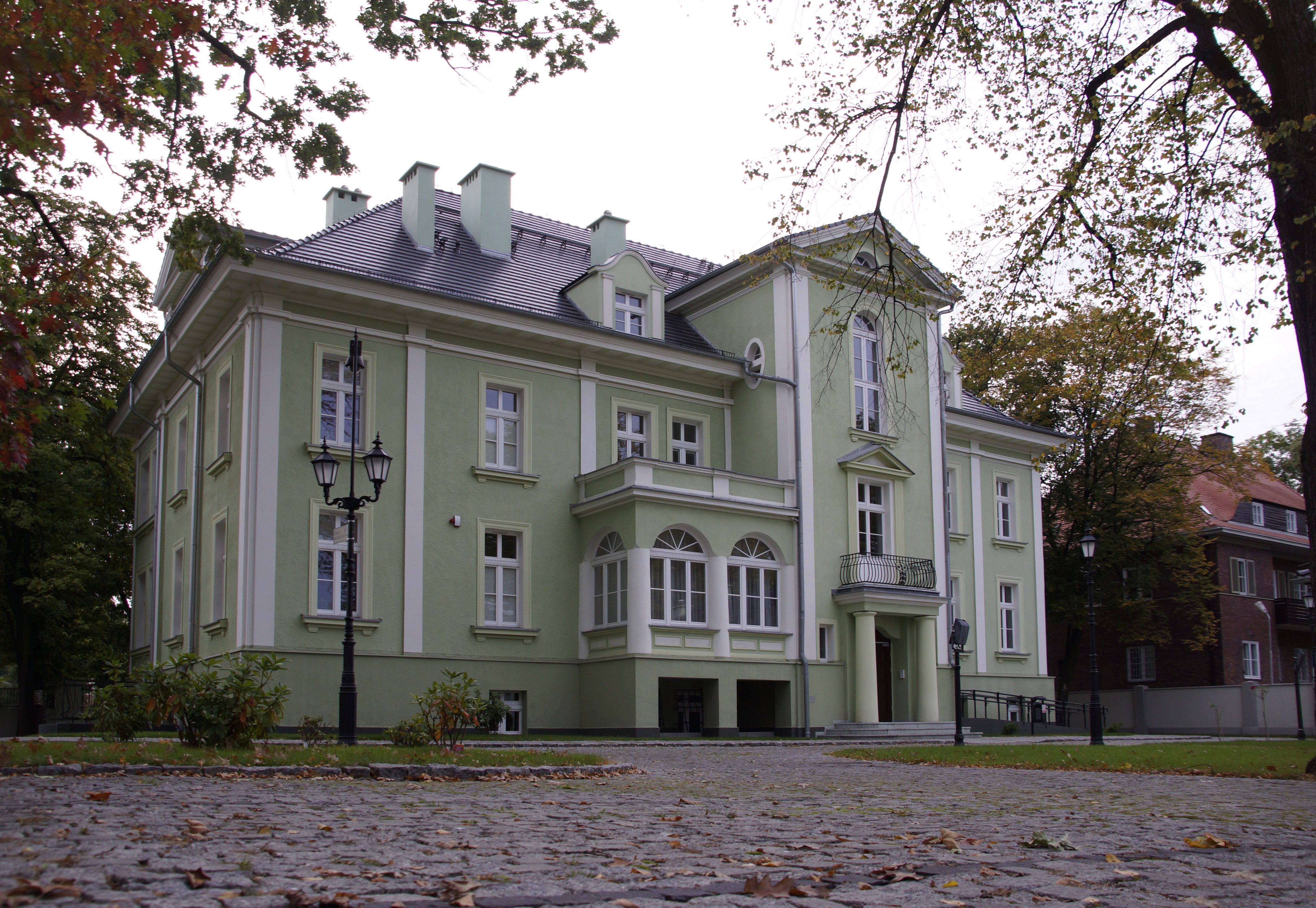
Вилла
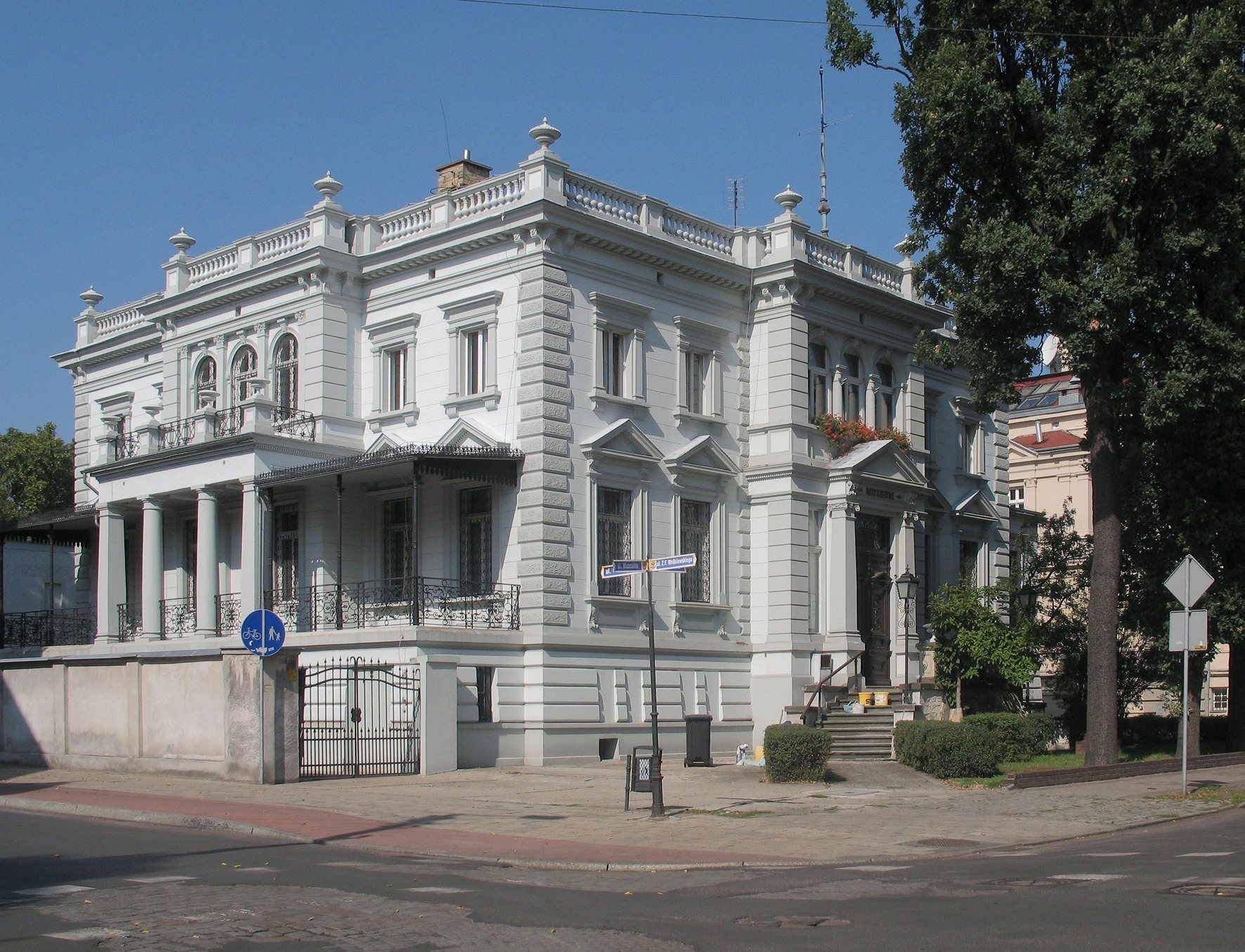
Музей
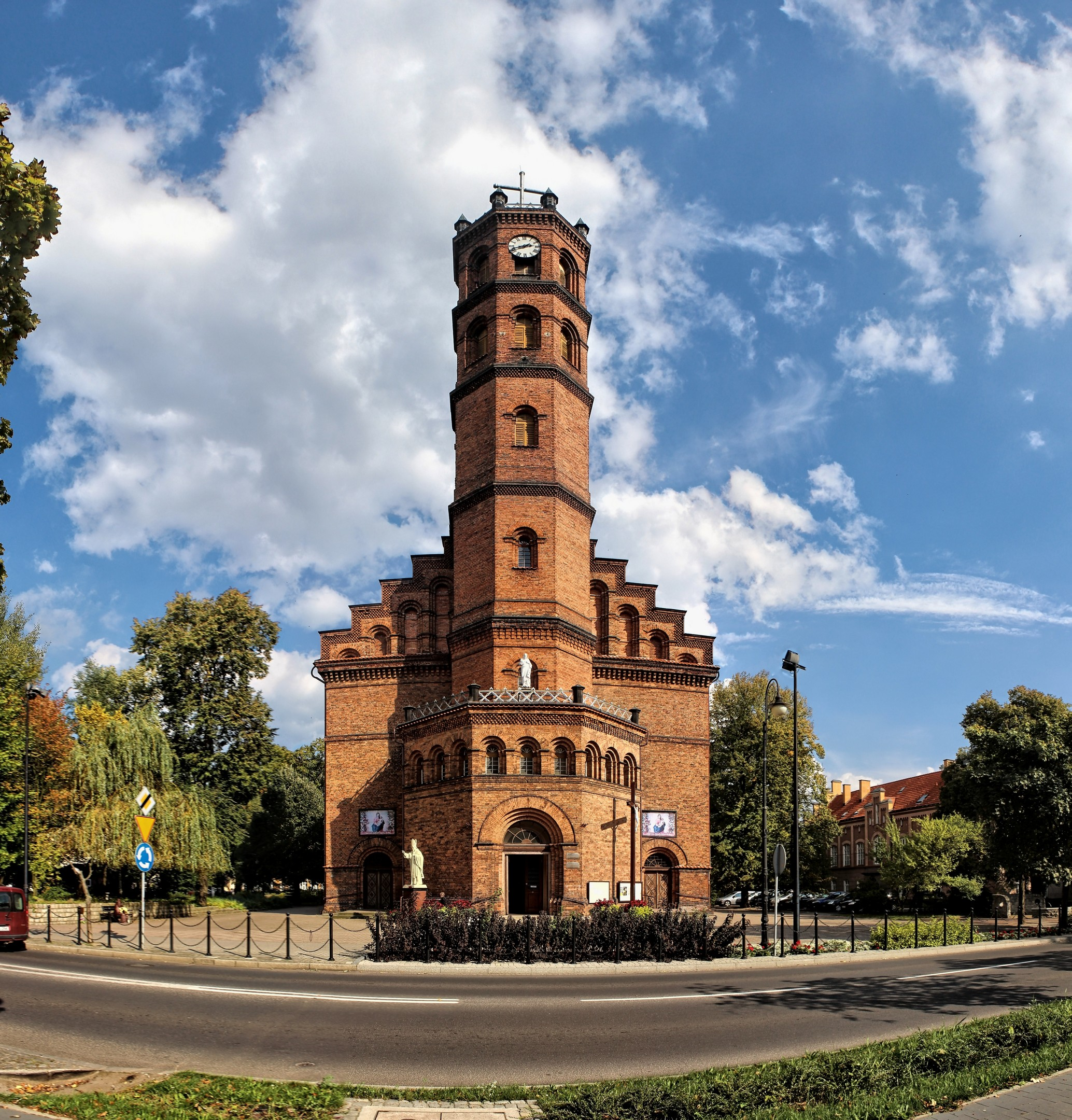
Церковь Св. Антония
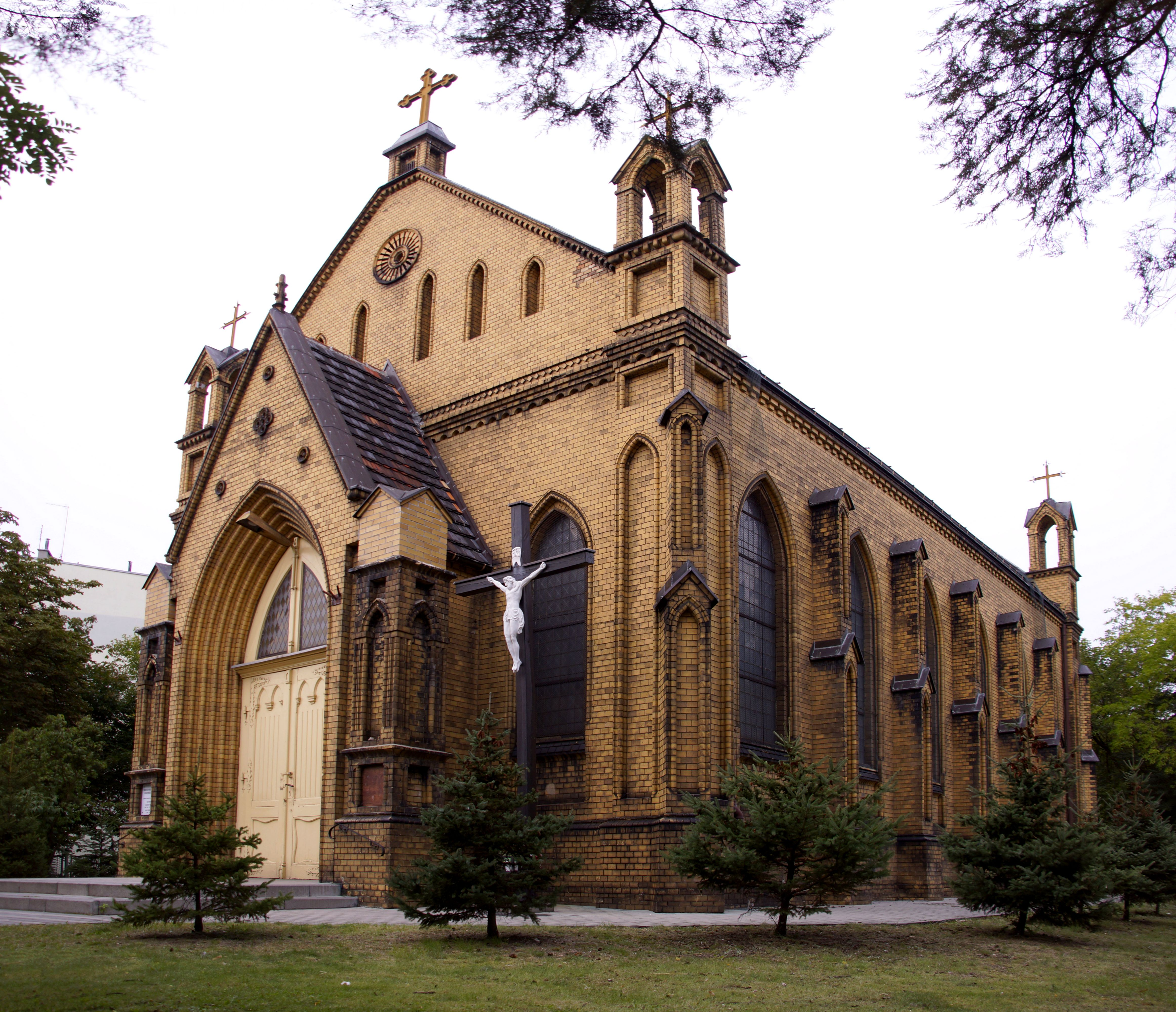
Церковь Св. Барбары
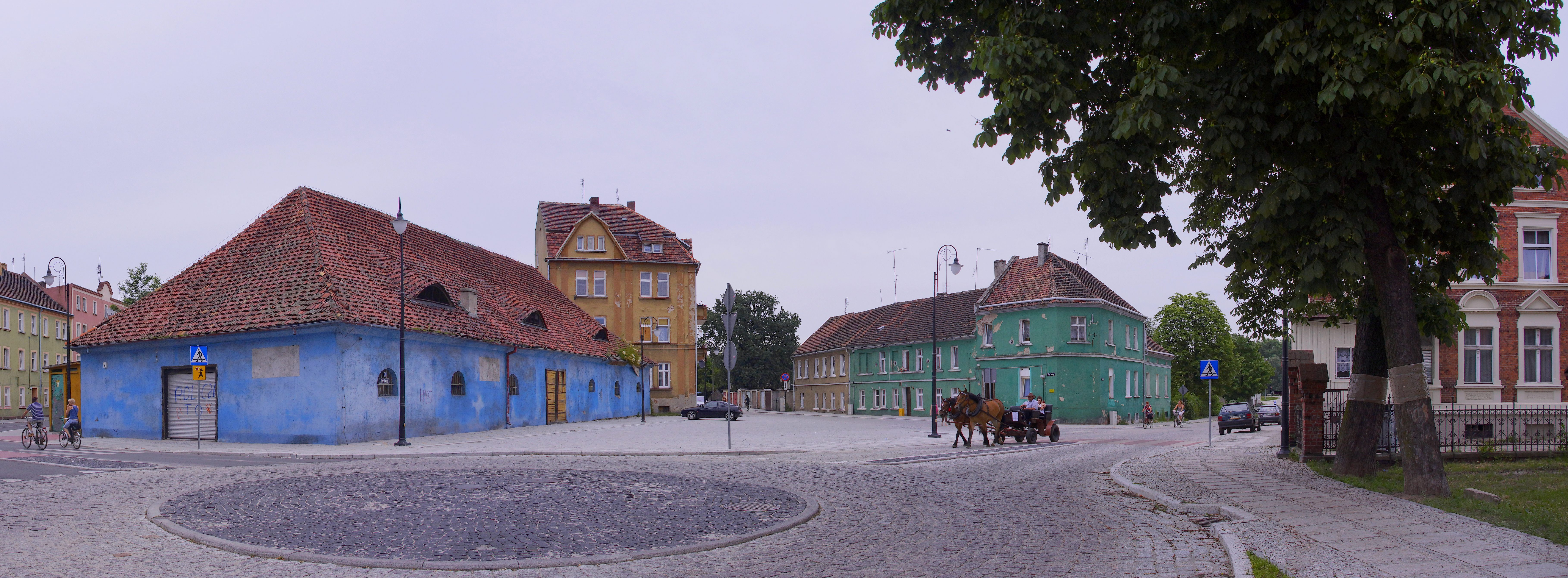
Историческое место
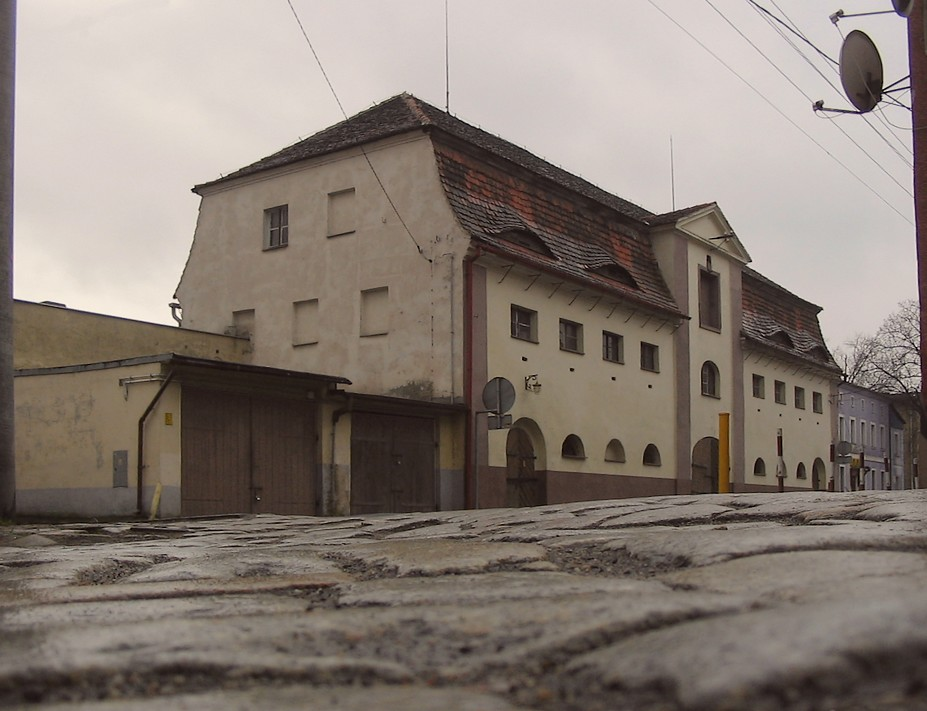
Складское здание